# Pastor Bonus
Apoštolská konstituce Pastor Bonus o římské kurii byl dokument vydaný papežem Janem Pavlem II. dne 28. června 1988,  platný od 1. března 1989 do 4. června 2022, jímž došlo na konci 20. století k reformě a reorganizaci římské kurie. Konstituce vymezovala kompetence státního sekretariátu, kongregací, papežských rad a dalších součástí papežské kurie. Dále stanovovala normy biskupských vizit ad limina apostolorum v Římě i vztahy mezi Apoštolským stolcem a církvemi v jednotlivých zemích či biskupskými konferencemi.
Pastor Bonus rovněž umožňovala členství v dikasteriích římské kurie pro kněze, řeholníky, jáhny a laiky, což bylo dříve vyhrazeno pouze kardinálům.
V březnu 2022 vyhlásil papež František novou apoštolskou konstituci Praedicate Evangelium (Hlásejte evangelium), která s účinností od 5. června 2022 dokument Pastor Bonus plně ruší a nahrazuje. V čele vrcholných orgánů Vatikánu nemusí nadále působit pouze duchovní, ale  i pokřtění laici včetně žen.